# Dichotomius mamillatus
Dichotomius mamillatus es una especie de escarabajo coprófago del género Dichotomius, subfamilia, Scarabaeinae, orden Coleoptera. Fue descrita por Felsche en 1901.

## Descripción
El cuerpo mide 18,2-23,4 mm, con una media de 20,9 mm de longitud.

## Distribución y hábitat
Especie originaria del Neotrópico. Se distribuye por Colombia, Surinam, Venezuela, Brasil, Perú, Bolivia, Guayana Francesa, Guyana y Ecuador. Habita en bosques de llanuras aluviales y secundarios.